# Phycosoma altum
Phycosoma altum là một loài nhện trong họ Theridiidae.
Loài này thuộc chi Phycosoma. Phycosoma altum được Eugen von Keyserling miêu tả năm 1886.